# 標識 (言語学)
言語学における標識（ひょうしき）またはマーカー（英語: marker）とは、語や文に付いたりそれらを変更したりすることによって文法的機能を示すものをいう。

## 概要
一般には形態素であり、単独で現れる自由形態素も、また接尾辞のような束縛形態素もあるが、アクセント、語順なども標識になり得る。孤立語・膠着語の標識は、単独の意味を持ち、見分けやすいことが多いが、屈折語・抱合語では、標識が元になる語と融合したり、複数の意味を合わせ持つ標識があったりする。
日本語では、格助詞は格を表す格標識である。例えば「が」は主格、「を」は対格を示す。助詞「は」は文の話題を表す主題標識である。接続助詞「と」（「～という」など）は補文標識、終助詞「か」は疑問文であることを表す標識である。いずれもその直前にある語や文に関しての文法機能を表す。尻上がりの発音で疑問文にする場合は、この発音が疑問文の標識となる。
ラテン語（屈折語）の動詞 amo（私は愛する）では、接尾辞 -o が直説法・能動態・一人称・単数・現在時制という多数の文法カテゴリーが複合した機能を表す。同様に英語の動詞に付く -s は、直説法・能動態・三人称・単数・現在時制を表す。このように、単純に分析できない標識もある。
英語ではこの他、名詞に付く -s は複数を表す標識であり、文頭の there は存在文の標識であり、that節を導く that は補文標識である。

## 有標と無標
ある文法機能が、特定の標識で示されるなら有標 (marked) と呼び、標識を用いないで示されるなら無標 (unmarked) と呼ぶ。例えば日本語の「食べる」と「食べない」では、後者には否定の標識「ない」が付いているが、前者に肯定の標識があるわけではない。このため前者は無標、後者は有標である。格標識に関しては、対格言語では主格が、また能格言語では絶対格が無標のことが多い。
一方、有標とは特殊と考えられるものであり、無標とは基本的ないし自然と考えられるものとすることもある。この概念を有標性(markedness)という。例えば英語のlionは雄雌どちらのライオンも表すが、lionessは雌だけである。前者が無標で後者が有標である。こちらの意味で「有標」「無標」を用いる場合、標識の有無と一致しないことがある。例えばロシア語の女性名詞複数生格(属格)は標識無しで表されるが、複数主格や単数生格に比べて自然なわけではない。
有標・無標の概念は元々はプラハ学派（プラーグ学派）の音韻論から発展してきた概念である。音韻論や文法だけでなく語彙論、意味論などの分野にも適用されている。